# مجموعه زمین‌های کشاورزی روران
مجموعه زمین‌های کشاورزی روران روستایی در دهستان براآن جنوبی بخش مرکزی شهرستان اصفهان استان اصفهان ایران است.

## جمعیت
بر پایه سرشماری عمومی نفوس و مسکن در سال ۱۳۹۵ جمعیت این روستا ۲۰ نفر (۶خانوار) بوده‌است.